# Харрис, Хэнк
Хэнк Харрис (англ. Hank Harris; 5 ноября 1979, Дулут, Миннесота, США) — американский актёр кино и телевидения.

## Биография
Хэнк Харрис родился 5 ноября 1979 года в городе Дулут, Миннесота, США. В 1997 году он дебютировал на телевидении. В 2001 получил заметную роль в сериале «Секретные материалы» — подростка-мутанта Дилана, который умеет управлять роем насекомых в эпизоде «Повелитель мух».
В 2002 снялся в фильме «Тыковка» вместе с Кристиной Риччи, где сыграл заглавного героя, юношу-инвалида Джесси. В 2012 сыграл одну из главных ролей в недолго просуществовавшем комедийном сериале «Dirty Work». В 2016 появился в нескольких эпизодах популярного сериала в жанре фэнтези «Однажды в сказке» в роли доктора Джекилла.

## Фильмография
| Год       |   | Русское название                    | Оригинальное название         | Роль                                   |
| --------- | - | ----------------------------------- | ----------------------------- | -------------------------------------- |
| 1997—1998 | с | Тайный мир Алекс Мак                | The Secret World of Alex Mack | Нейтан «Крипер» Дин                    |
| 1998      | ф | Меркурий в опасности                | Mercury Rising                | Айзек                                  |
| 1999      | с | Седьмое небо                        | 7th Heaven                    | Мо                                     |
| 1999—2001 | с | Лучшие                              | Popular                       | Эмори Дик                              |
| 2001      | ф | Перл-Харбор                         | Pearl Harbor                  | молодой патрульный                     |
| 2001      | с | Провиденс                           | Providence                    | Чарли Элуэй                            |
| 2001      | с | Секретные материалы                 | The X-Files                   | Дилан Локенсгард / Повелитель Мух      |
| 2002      | ф | Тыковка                             | Pumpkin                       | Джесси «Тыковка» Романофф              |
| 2003      | ф | Милуоки, штат Миннесота             | Milwaukee, Minnesota          | Стэн Стайтс                            |
| 2004      | ф | Одержимый                           | Hellbent                      | Джоуи                                  |
| 2004      | с | Части тела                          | Nip/Tuck                      | Кэлвин Мюррей                          |
| 2007      | с | C.S.I.: Место преступления Нью-Йорк | CSI: NY                       | Джонни О’Делл                          |
| 2008      | ф | Экстремальное кино                  | Extreme Movie                 | Ронни                                  |
| 2009      | с | Говорящая с призраками              | Ghost Whisperer               | Зак Дорин / Гаррет Уорнер              |
| 2010      | с | Университет                         | Greek                         | Райан Ярлборо                          |
| 2010      | с | Спасите Грейс                       | Saving Grace                  | Пит                                    |
| 2011      | с | Кости                               | Bones                         | Кент Дарэм                             |
| 2011      | с | Касл                                | Castle                        | Чед Хокни, ряженый «супергерой»        |
| 2011      | с | Долина смерти                       | Death Valley                  | Тодд                                   |
| 2013      | с | Сверхъестественное                  | Supernatural                  | Джерри, ролевик; он же Болтар Яростный |
| 2013      | ф | Астрал: Глава 2                     | Insidious: Chapter 2          | Карл в молодости                       |
| 2014      | с | Морская полиция: Спецотдел          | NCIS                          | Дэнни «Ботаник» Джонсон                |
| 2015      | с | Гримм                               | Grimm                         | Энди Харрисон                          |
| 2015      | с | Человек в высоком замке             | The Man in the High Castle    | Рэндалл Бекер, участник Сопротивления  |
| 2016      | с | Однажды в сказке                    | Once Upon A Time              | доктор Генри Джекилл                   |
| 2017      | ф | Маленькое зло                       | Little Evil                   | Гэбриел                                |